# L'Interrogatoire (essai)
 (décembre 2017).
L'Interrogatoire est un essai de l'écrivain suisse Jacques Chessex publié le 30 mars 2011 aux éditions Grasset.

## Résumé
Chessex dialogue avec lui-même dans cet essai. « loi d’Interrogatoire » : « la voix questionne, je réponds ».

## Éditions
- L'Interrogatoire, Éditions Grasset, Paris, 2011.